# Tenacious D (album)
Tenacious D – debiutancki album studyjny amerykańskiego zespołu Tenacious D, nagrany w Silverlake w Los Angeles i wydany 25 września 2001 roku przez Epic Records. Płytę wyprodukowała grupa Dust Brothers. Wydano dwa single: "Wonderboy" i "Tribute".

## Lista utworów
1. "Kielbasa" – 3:00
2. "One Note Song" – 1:23
3. "Tribute" – 4:08
4. "Wonderboy" – 4:06
5. "Hard Fucking" – 0:35
6. "Fuck Her Gently" – 2:03
7. "Explosivo" – 1:55
8. "Dio" – 1:41
9. "Inward Singing" – 2:13
10. "Kyle Quit the Band" – 1:29
11. "The Road" – 2:18
12. "Cock Pushups" – 0:48
13. "Lee" – 1:02
14. "Friendship Test" – 1:30
15. "Friendship" – 1:59
16. "Karate Schnitzel" – 0:36
17. "Karate" – 1:05
18. "Rock Your Socks" – 3:32
19. "Drive-Thru" – 3:00
20. "Double Team" – 3:10
21. "City Hall" – 9:02